# De Prospectiva Pingendi

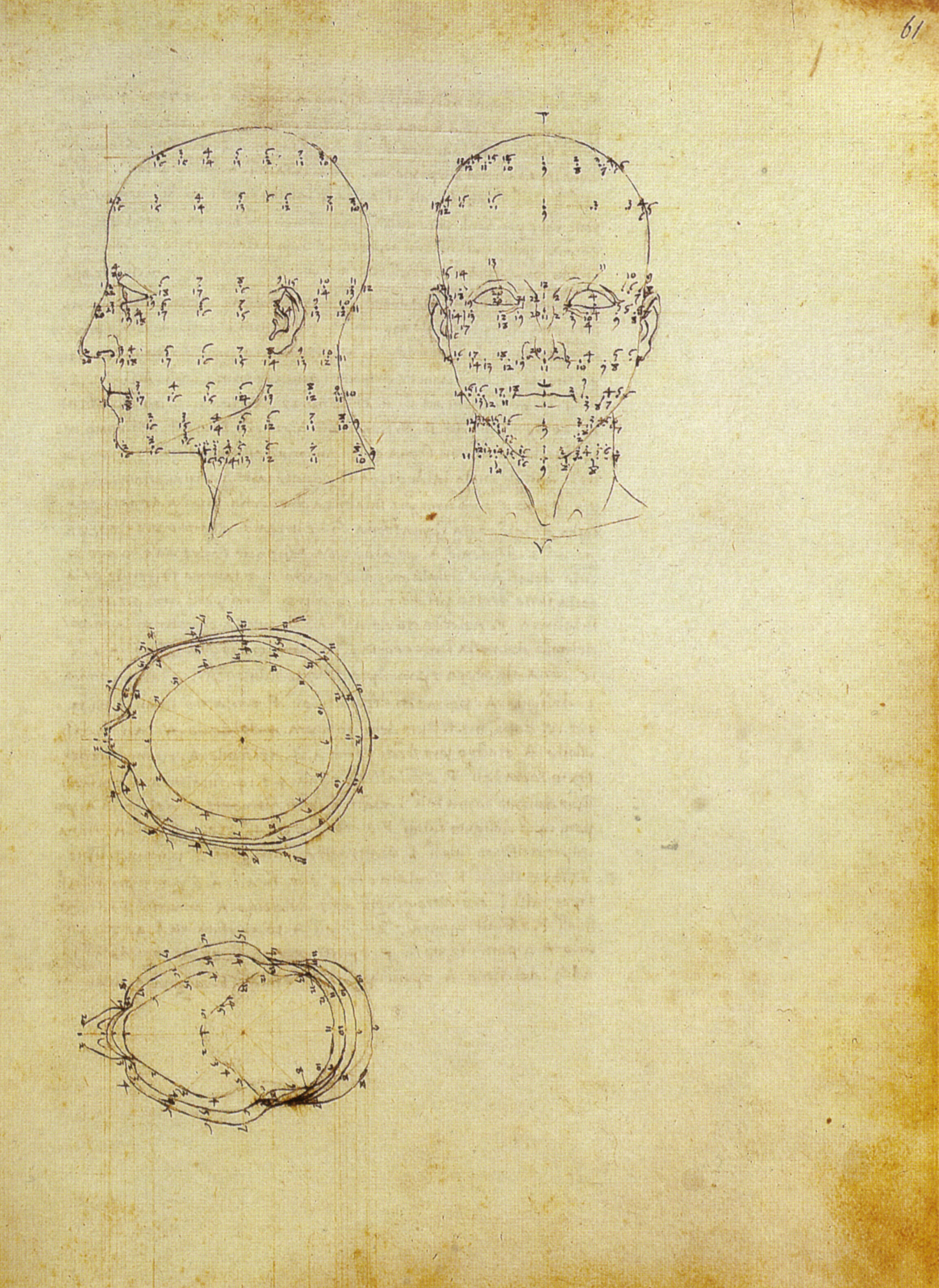
Anatomiperspektiv ur De Prospectiva Pigendi

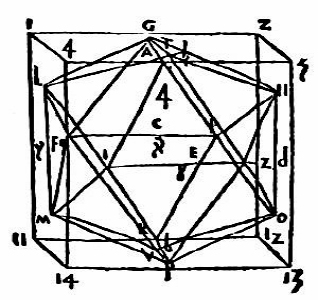
Rymdperspektiv ur De Prospectiva Pigendi

De Prospectiva Pingendi (Om målningars perspektiv) är en medeltida matematisk bok om centralperspektivet i målarkonst . Skriften är från 1480-talet , skriven av Piero della Francesca, men utkom i bokform dock först år 1899. Idag förvaras originalexemplaret på Ambrosianska biblioteket i Milano.

## Boken
Francesca beskriver hur man bygger perspektivet med geometriska figurer och illustrationer  .
Verket är uppdelad i tre delar:
- Del 1 Disegno, som beskriver hur man kan måla ansikten
- Del 2 Commensurazio, som beskriver perspektiv
- Del 3 Coloro, som beskriver färgsättning som hjälp för perspektiv

## Historia
De Prospectiva Pingendi skrevs troligen mellan åren 1474 till 1482   .
Boken inspirerades av Leon Battista Alberti  verk "Della Pittura" som utkom redan år 1435  men tar även upp idéer av Euklides .
Handskriften kom senare till biblioteket Biblioteca Palatina i Parma  innan det slutligen hamnade i Ambrosianska biblioteket.
Först 1899 utkom verket i bokform .